# Gemalin onder de twee vrouwen
Gemalin onder de twee vrouwen (sm3yt-nbty) was een koninklijke titel die in het oude Egypte werd verleend aan de vertegenwoordigster van de vrouwelijke zijde van het faraoschap, de koningin, om aldus haar gezag over zowel Boven- als Beneden-Egypte te bevestigen.
Deze titel werd al vanaf de 1e dynastie van Egypte in gebruik genomen door de eerste koningin van deze dynastie, Neithhotep.
De verwijzing naar de twee vrouwen betreft een religieus eufemisme ter aanduiding van de twee landen. Met 'de Twee Vrouwen' wordt in dit geval namelijk de beschermgodin van ieder landsdeel bedoeld, die als hoogste machtsvertegenwoordiging of standaard daarvan werd gezien. Deze beide godinnen werden dan ook in hun oorspronkelijke waarde gehouden vanwege het belang dat aan hun rol wel gehecht.
Vanaf de 4e tot de 6e dynastie van Egypte werd de titel uitgebreid tot geliefde gemalin onder de twee vrouwen (sm3yt-mry-nbty), en onder de 5e dynastie van Egypte werd ook de variant Verenigd met hem van de twee vrouwen (zm3t-nbty) toegevoegd. 
Later raakte de titel in onbruik en werden titelvarianten van meesteres van de Twee Landen verkozen.